# 수원시 정
수원시 정은 대한민국의 국회의원 선거구이다. 경기도 수원시 영통구의 일부 지역을 관할한다. 현직 국회의원은 더불어민주당의 김준혁이다.

## 역사
대한민국 제19대 국회의원 선거를 앞두고 수원시 지역의 선거구가 개편되었다. 이에 수원시 영통구 지역이 수원시 정 선거구를 구성하게 되었다.
대한민국 제20대 국회의원 선거를 앞두고 영통구 영통2동, 태장동이 새로 신설되는 수원시 무 선거구로 옮겨졌다.

## 관할 구역
| 대수      | 관할 구역                                                                           |
| --------- | ----------------------------------------------------------------------------------- |
| 19대      | 수원시 영통구 일원                                                                  |
| 20대~21대 | 수원시 영통구 매탄1동, 매탄2동, 매탄3동, 매탄4동, 원천동, 영통1동, 광교1동, 광교2동 |
| 22대~     | 수원시 영통구 매탄1동, 매탄2동, 매탄3동, 매탄4동, 원천동, 광교1동, 광교2동, 영통1동 |

## 역대 국회의원
| 선거   | 정당 | 정당           | 의원   |
| ------ | ---- | -------------- | ------ |
| 2012년 |      | 민주통합당     | 김진표 |
| 2014년 |      | 새정치민주연합 | 박광온 |
| 2016년 |      | 더불어민주당   | 박광온 |
| 2020년 |      | 더불어민주당   | 박광온 |
| 2024년 |      | 더불어민주당   | 김준혁 |

## 역대 선거 결과

### 대한민국 제19대 국회의원 선거
|  | 61.02% |

|  | 38.97% |

### 2014년 대한민국 재보궐선거
|  | 52.67% |

|  | 45.70% |

|  | 0.93% |

|  | 0.68% |

### 대한민국 제20대 국회의원 선거
|  | 46.34% |

|  | 31.37% |

|  | 13.61% |

|  | 7.48% |

|  | 1.17% |

### 대한민국 제21대 국회의원 선거
|  | 57.42% |

|  | 37.95% |

|  | 3.15% |

|  | 0.95% |

|  | 0.50% |

### 대한민국 제22대 국회의원 선거
|  | 50.86% |

|  | 49.13% |